# Medal of Honor: Pacific Assault
Medal of Honor: Pacific Assault ist ein Ego-Shooter-Computerspiel, das von EA Los Angeles entwickelt und von Electronic Arts im November 2004 für Microsoft Windows veröffentlicht wurde. Es ist das siebte Spiel innerhalb der Computerspielreihe Medal of Honor.
Später erschien eine Director’s-Cut-Edition als DVD mit zusätzlichen Waffen, eine Zeitlinie des Zweiten Weltkrieges, einen Musikspieler, Dokumentarfilmen und einem Making-of. 2009 erschien der Directors Cut erneut in der Computerspielesammlung Medal of Honor - 10th Anniversary mit Medal of Honor: Allied Assault sowie Medal of Honor: Airborne. 2016 wurde es bei GOG.com und Origin digital wiederveröffentlicht.

## Handlung
Behandelt wird der Pazifikkrieg aus Sicht der United States Navy. Der Protagonist ist Private Tom Conlin. Der Spieleinstieg beginnt mit einer Landung auf dem Tarawa-Atoll, die nach schwerer Verwundung in eine Rückblende zur Grundausbildung im United States Marine Corps übergeht. Anschließend erlebt man mit dem Angriff auf Pearl Harbor den Auslöser für den Kriegseintritt der Vereinigten Staaten. Anschließend wird auf der Inselgruppe Makin, Guadalcanal und Hawaii gekämpft.

## Spielprinzip
Der Spieler kann seinem Squad per Zuruf Befehle geben, sich zu sammeln, Unterstützungsfeuer zu geben oder sich zurückzuziehen, wobei diese nicht alleine vorrücken können. Bei Verletzungen wird der Spieler vom Sanitäter der Einheit versorgt. Im Mehrspieler gibt es die Modi Deathmatch, Team-Deathmatch oder Invader, bei dem strategisch wichtige Punkte eingenommen oder gesprengt werden müssen. Dabei wird in den Klassen Schütze, Sanitäter, Pionier und Munitionsträger gegeneinander gekämpft.

## Entwicklung
Die Entwickler setzten auf die LithTech-Spiel-Engine in Kombination mit der Havok-Physik-Engine. Bei der Entwicklung kam es zu Verzögerungen. Die Veröffentlichung wurde um 2 Monate verschoben. Später wurde PunkBuster als Anti-Cheat-Lösung integriert und der Mehrspieler um einen strategischen Modus und Klassen erweitert. Das Spiel verwendet GameSpy zur Organisation des Mehrspielermoduses, dessen Server abgeschaltet wurden. Im Gegensatz zu anderen Publishern stellte Electronic Arts keine Alternative bereit.

## Rezeption
Paul Kautz von 4Players verglich es mit Call of Duty: United Offensive, dem es in puncto Leveldesign, Grafik, Geräuschkulisse, Ideen, Atmosphäre und Spielwitz überlegen sei. GameStar hob die Spielbalance und das durchdachte Leveldesign hervor. Benjamin Bezold von PC Games betonte die filmreife Inszenierung, wobei nicht alle Kapitel auf gleichem Niveau seien. Die Computergegner agieren fordern. Auch der Schauplatzwechsel in den Pazifik sorge für Abwechslung innerhalb der Riege der Weltkriegs-Shooter. Sein Kollege Thomas Weiss machte dennoch eine gewisse Monotonie innerhalb des Genres aus, da der Spielablauf immer ähnlich sei. Auch Rüdiger Steidle von PC PowerPlay erwähnte das Déjà-vu das innerhalb der Reihe und beim Konkurrenten Call of Duty aufkomme. Er bemängelte zudem die ungenaue Kollisionsabfrage bei Hindernissen. Sein Kollege Patrick Hartmann bemängelte das Verhalten der unsterblich KI-Kameraden. Er lobte die Optik und den Soundtrack. Florian Stangl bemerkte, dass das Spiel eine beklemmende Atmosphäre ähnlich eines Kinofilms erzeuge, das Spielprinzip sei hingegen banal und die Animationen teils schlecht.